# 以色列國防軍
以色列國防軍（希伯來語：צְבָא הַהֲגָנָה לְיִשְׂרָאֵל，羅馬化：Tsvaʼ haHaganah leYiśraʼel，聆聽ⓘ，字面意思为“以色列保衛軍”，縮寫：IDF），通常縮寫成Tsahal，是以色列的军队名称，由陆军、海军和空军组成。也有其他一些準軍事的部門負責不同層面的以色列國家安全（例如邊界警察和內部安全局）。它是以色列安全機構的唯一軍事部門。 以色列國防軍由總參謀長領導，總參謀長隸屬於以色列國防部長麾下。
根據以色列首屆總理大衛·班-古里昂的命令，以色列國防軍於1948年5月26日成立，並開始以征兵制形式運作，最初的新兵是從依舒夫現有的準軍事組織—即哈加納、伊爾貢和莱希—中招募的。自以色列獨立宣言後不久成立以來，以色列國防軍參與了每一次涉及以色列的武裝衝突。
以色列国防军是中東地區國防預算最高的軍隊之一，作为世界上最有战争经验的武装部隊，在建國半個世紀以來參與了五場主要的大型戰爭和其他無數的小型衝突。在人員上，以色列國防軍的主要優勢是其人員訓練的精良品質以及完善的制度，而不是人員的數量多寡。以色列國防軍也大量依賴於高科技的武器系統，以色列國內也有一些專門替國防軍生產和開發武器科技的機構或企業，其他的則進口自國外（大多來自美國）。据2016年5月的官方數據，以色列国防军现役部队為164,000人，其中陆军130,000人，海军20,000以及空军14,000。经动员可迅速增加预备役500,000人使武装力量总数达到700,000人。
以色列實行征兵制，大多數以色列人（無論男女）都在18歲時徵召入伍。男性的義務役役期是三年，女性則是兩年。在宗教機構就學的人可以獲得延緩徵召。多数犹太教正統派人士会不停地延迟服役，直到超出法定服役年龄，这种做法在以色列引起相当大的争议。其他不需當兵的還包括殘障人士、已婚婦女、或者出於宗教原因者。
有些移民也會自願加入以色列國防軍，但通常阿拉伯裔以色列人較少，且大多數阿拉伯裔公民都沒有列為徵召對象，以避免以國與其他阿拉伯國家開戰時可能爆發的利益衝突。以色列國防軍裡也有貝都因人等少數族群參與。自從1956年來，德魯茲族群也和猶太人一樣應召進入以色列國防軍。雖然阿拉伯裔的公民不在徵兵範圍內，但他們仍然可以自願從軍，同樣的政策也套用在貝都因人和許多非猶太裔的公民上。
在服过义务兵役后，以色列男子转入国防军预备役部队，每年从事几个星期的服务，直到40岁为止。2015年7月以色列宣佈裁軍40,000人，以因應戰爭型態的改變，以色列情報部門則增加2,000人。

## 历史

### 前身
以色列國防軍的前身是英屬巴勒斯坦託管地的犹太人准军事组织哈加拿，包含其动員部门帕尔马赫，這是猶太領土上的常駐武装部隊。

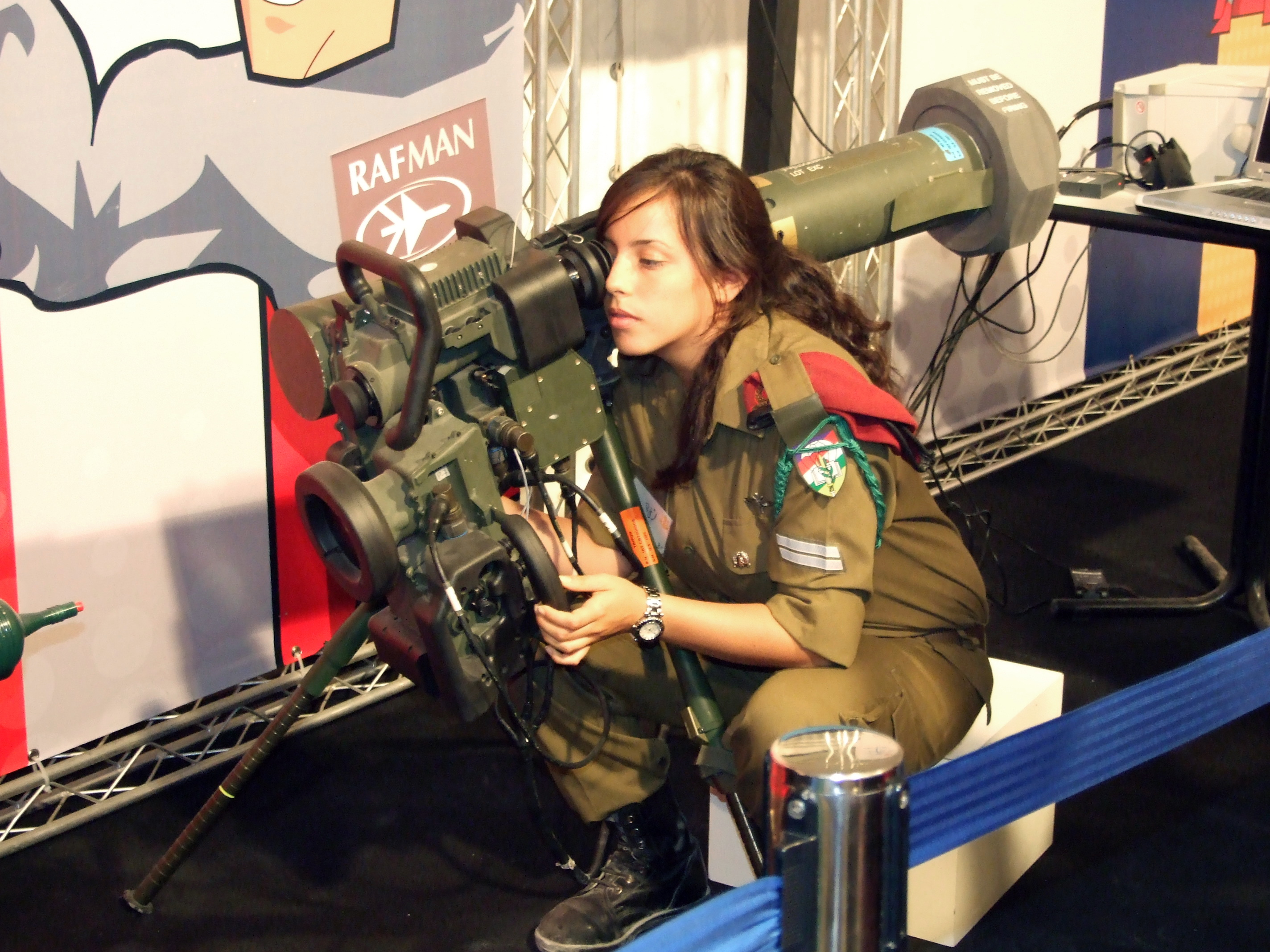
女兵操作Spike AT Missile

### 正式成立

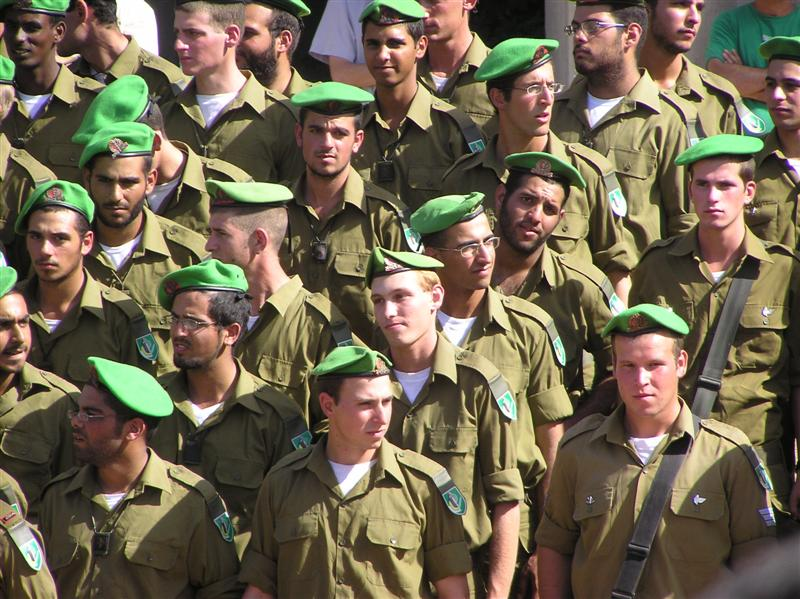
以色列陸軍

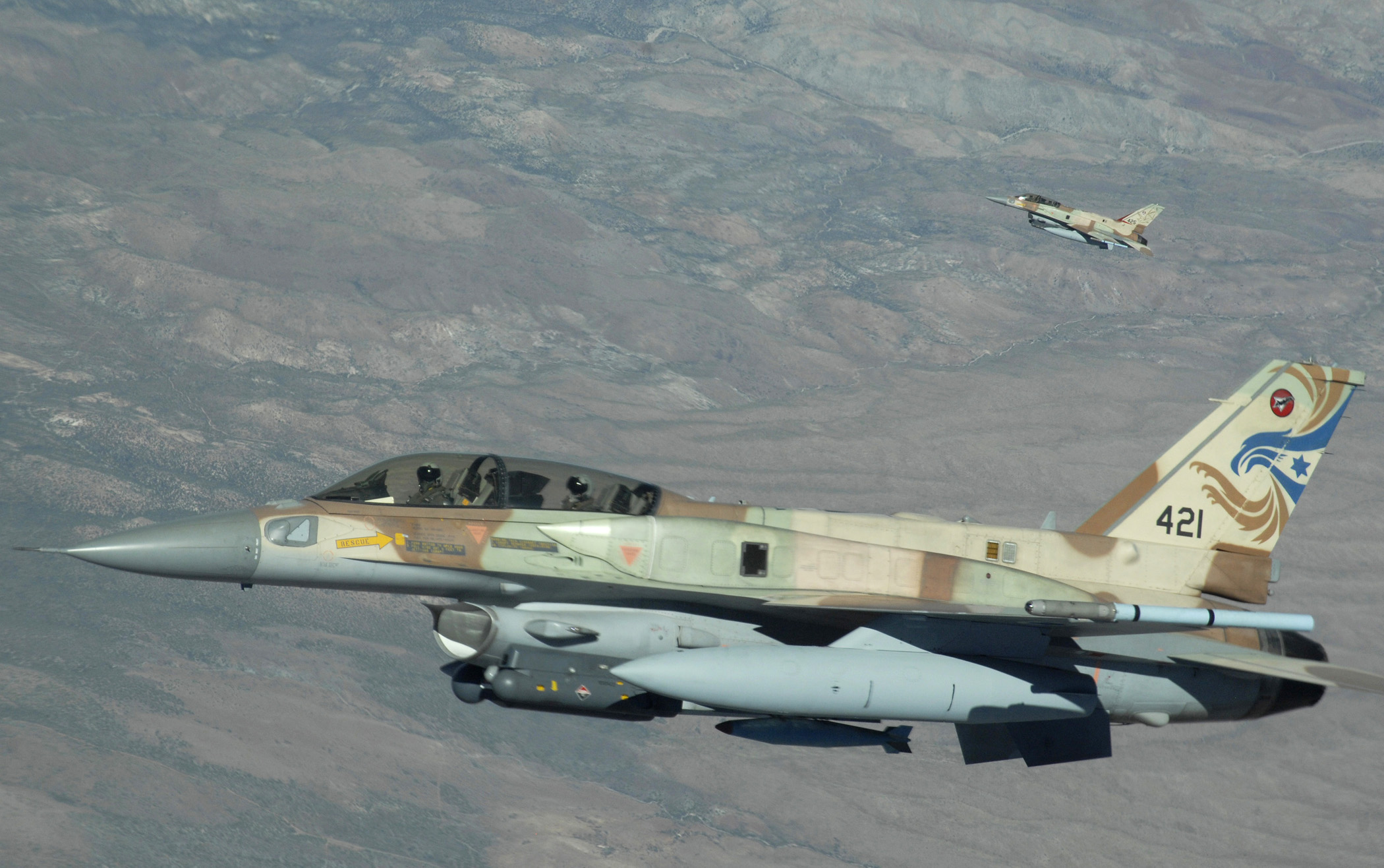
以色列F-16I

以色列國防軍於1948年5月14日隨著以色列的正式建國而成立。其主要目的為：保護以色列之領土、社會不受侵犯；保護以色列居民；與日常生活中的任何危害戰鬥。
以色列国防军继承了以色列英管时期的犹太人准军事组织哈加纳，特别是其动員部门帕尔马赫，成为犹太领土上的长駐武装部隊。二战时期英军犹太团的主要力量在以色列国防军成立时加入，两个犹太地下组织伊尔贡和莱希随后也以松散联盟的形式成为其一部分，他们獲准在某些方面独立运作，直到1948年的以色列独立战争，战后伊尔贡和莱希解散其成员则并入以色列国防军。
以色列国防军利用从1956年到1966年这段相对和平的时间采购了大量新型装备並且完成了将军队从临时组建的武装到专业军队的转变。同时以色列的核武力量也在此期间得到了大力发展。
經過一段時期的和平，以色列国防军面對一系列的宗教戰爭，阿拉伯鄰國的目標是摧毀猶太人國家。

## 核武能力

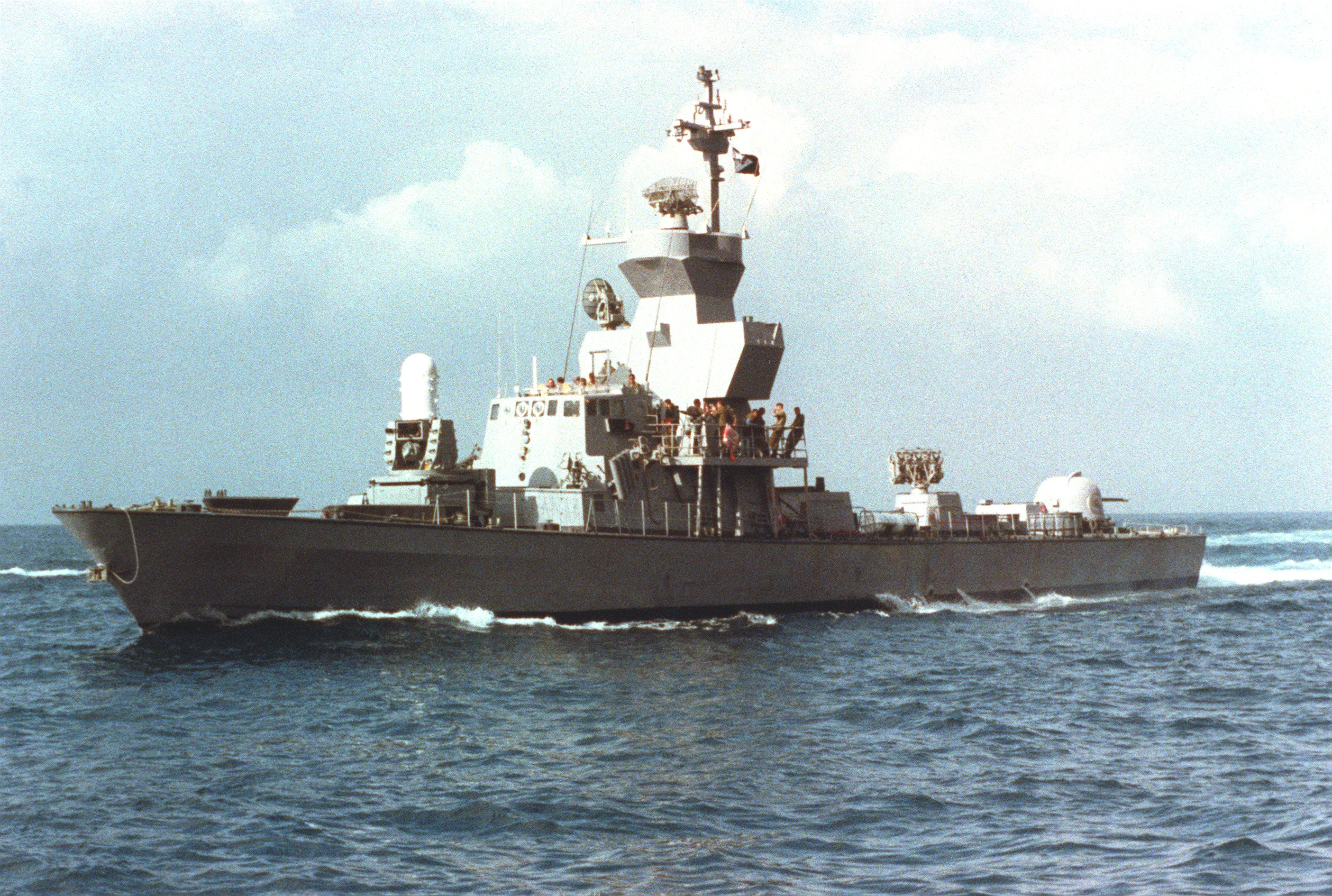
以色列海岸部隊的薩爾級飛彈快艇。

許多人推測以色列具有使用核武器的能力，還有預估認為以色列的軍火庫可能儲藏了高達40枚的核武器。自從20世紀中旬以來，以色列一直有一座內蓋夫核能研究中心負責此領域的研究，並且有能力生產堪足歸類為核武器的材料。這座研究中心從來沒有經過國際原子能機構檢查過，國際原子能機構宣稱他們相信以色列「是個擁有核子武器的國家」，然而以色列政府對此不置可否。由於以色列並非不擴散核武器條約的簽署國，雖然以色列核子武器軍火庫的詳細數量一直有待爭議，一般相信以色列擁有至少一百枚核子武器裝置。
有關以色列核武器投射能力的資料比詳細的核武器研究計畫資料還要容易取得。以色列是中東地區研發中程彈道飛彈最為領先的國家之一，名為「耶利哥」（Jericho）的彈道飛彈系列早在1970年代便已開始部署，目前已有三個系列：耶利哥一型、二型和三型。耶利哥二型飛彈從1980年代中旬開始服役，預估射程有至少1,500公里，而最新的耶利哥三型飛彈則預估至少有4,500公里射程，其他的估計則認為耶利哥三型的射程高達7,800公里。
除了彈道飛彈科技以外，以色列保有完整系列的海豚級傳統動力潛艦，一般廣泛推測海豚級潛艦搭載有以色列自製的中程巡弋飛彈（射程可達1,450公里），有能力攜帶核子彈頭。

## 部门
总参谋部
- 計畫局（英语：Israeli Planning Directorate）
- 作戰局（英语：Israeli Operations Directorate）
  - 國防軍發言人
  - 達多跨領域軍事研究中心（英语：The Dado Center for Interdisciplinary Military Studies）
- 情報局
  - 情報隊（英语：Israeli Intelligence Corps）
  - 軍事審查處（英语：Israeli Military Censor）
- 深度兵團（英语：Depth Corps）
- 人力局（英语：Manpower Directorate）
  - 憲兵
  - 教育暨青年隊（英语：Israeli Education and Youth Corps）
  - 副官隊（英语：Israeli Adjutant Corps）
  - 總務隊（英语：Israeli General Corps）
  - 隨軍拉比（英语：Military Rabbinate）
  - 女性事務顧問（英语：Women's Affairs advisor）
  - Manpower Planning and Administration brigade
  - Individuals' Department
  - Staff Department
  - 主任預官（英语：Israeli Chief Reserve Officer）
- 軍法院
  - 軍事法庭（英语：Israeli Military Court）
  - 軍法總長（英语：Military Advocate General）
  - 軍事上訴法院（英语：Israeli Military Court of Appeals）
- 電腦勤務局（英语：Israeli Computer Service Directorate）
  - C4I部隊（英语：C4I Corps）
- 科技暨後勤局（英语：Technological and Logistics Directorate）
  - 科技暨維修隊
  - 後勤隊（英语：Israeli Logistics Corps）
  - 醫務隊（英语：Israeli Medical Corps）

### 地方司令部
- 北方军区司令部
- 中央军区司令部
- 南方军区司令部
- 后方司令部

## 概要

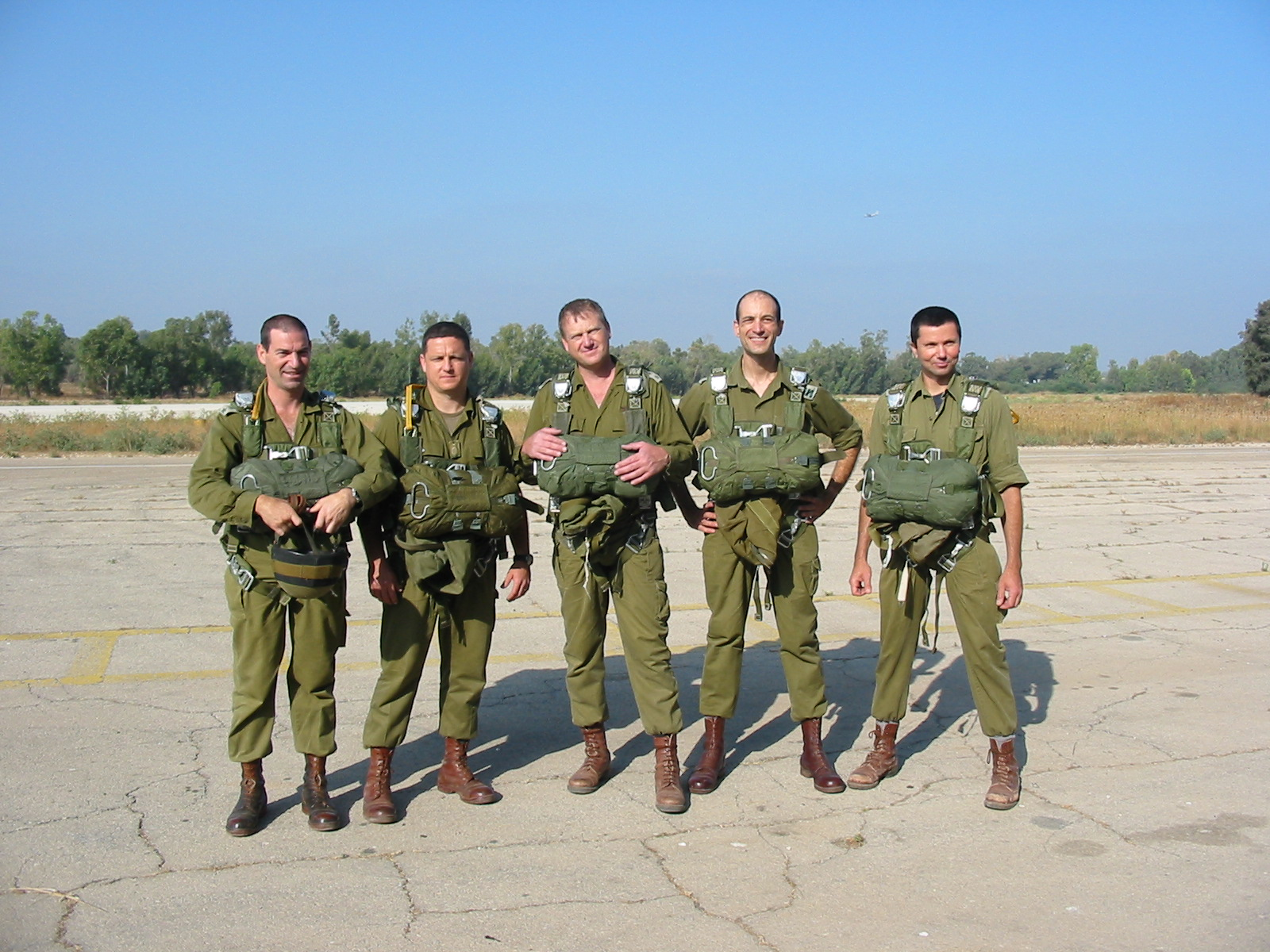
以色列国防军伞兵

#### 陆军
- 军团司令部

- 步兵
- 装甲兵
- 工兵
- 炮兵
- 以色列戰場情報部隊
- 补助部队
- 军火部
- 后勤部队
- C4I部队

- 空軍

- 空军

- 空中防卫网络

- 海軍

- 海军

#### 其它
- Military Advocate General（英语：Military Advocate General）
- 地区军事法院
- 参谋长财政顾问
- Coordinator of Government Activities in the Territories（英语：Coordinator of Government Activities in the Territories）
- 军校
- 总储备官员
- 总理军事秘书

## 軍銜
義務兵
- 列兵（Turai）
- 下士（Rav Turai）[10]
- 中士（Samal）
- 一級中士（Samal Rishon）

准尉
- 上士（Rav Samal）
- 一級上士（Rav Samal Rishon）
- 軍士長（Rav Samal Mitkadem）
- 准尉（Rav Samal Bakhir）
- 准尉長（英语：Master Warrant Officer）（Rav Nagad Mishneh）
- 總准尉長（英语：Chief Warrant Officer）（Rav Nagad）

軍官
- 少尉（Segen Mishneh）
- 中尉（Segen）
- 上尉（Seren）
- 少校（Rav Seren）
- 中校（Sgan Aluf）
- 上校（Aluf Mishneh）
- 准將（Tat Aluf）
- 少将（Aluf）
- 中將（Rav Aluf）

### 引用
1. ↑  Tian, Nan; Fleurant, Aude; Kuimova, Alexandra; Wezeman, Pieter D.; Wezeman, Siemon T.  (PDF). 斯德哥尔摩国际和平研究所. 24 April 2022  [25 April 2022]. （原始内容存档于25 April 2022）.
2. ↑  .   [2006-08-14]. （原始内容存档于2006-08-18）.
3. ↑  "The Europa World Year Book, 2005, Volume 1", London & New York: Routledge, 2005, p 2301.ISBN 1-85743-306-8
4. ↑  . Israeli Ministry of Foreign Affairs.   [2006-10-21]. （原始内容存档于2007-03-01）.
5. ↑  "以色列國防軍官方網站"  .   [2006-08-14]. （原始内容存档于2006-08-13）.
6. ↑  .   [2012-01-29]. （原始内容存档于2007-06-04）.
7. ↑  .   [2007-03-27]. （原始内容存档于2006-12-31）.
8. ↑  .   [2012-01-29]. （原始内容存档于2009-04-18）.
9. ↑  .   [2012-01-29]. （原始内容存档于2007-09-04）.
10. ↑  Pgs 10 & 59, Israeli Defense Forces since 1973, Osprey Elite 8, Samuel Katz, 1986, Osprey Publishing, ISBN 978-0-85045-687-5

## 延伸閱讀
- isayeret.com - The Israeli Special Forces Database
- The IDF Spirit - the ethical code of the IDF
- Civil society under attack(detailing IDF)
- Jerusalem volunteer Border Guard
- IDF Code of Conduct（页面存档备份，存于）
- Israeli Armed Forces at Flags of the World
- The Sword and the Olive, Martin Van Creveld, ISBN 1-891620-05-3. A thorough and critical history of the IDF from the early defence leagues, and up to the late 1990s.
- FAS's page about Israel's nuclear capability（页面存档备份，存于）
- BBC: Israel undercover（页面存档备份，存于）
- Israeli Weapons（页面存档备份，存于）
- Isayeret.com: The Israeli Special Forces Database
- Statistics about IDF ratio of thwarting suicide bombing attacks (link to DOC file)
- Defense-Update Online Magazine（页面存档备份，存于）
- Haaretz report: "From 40 attacks per quarter to 5 attacks per quarter" :English（页面存档备份，存于） - Hebrew（页面存档备份，存于） - Graph 1: Thwarted attacks (yellow) vs successful attacks (red)（页面存档备份，存于） - Graph 2: Suicide bombing within the "green line" per quarter（页面存档备份，存于） .
- War Online（页面存档备份，存于） - military analysis and military history of the Middle East, especially IDF (Russian, English)
- The Israeli Military and Israel's Palestinian Policy: From Oslo to the Al Aqsa Intifada U.S. Institute of Peace, December 2002

## 外部連結
- 官方网站
- 以色列國防軍的Facebook專頁
- 以色列國防軍的Instagram帳戶
- YouTube上的以色列國防軍頻道